# Schirgiswalde
Schirgiswalde (hornolužickosrbsky Šěrachow, zastarale česky Šerajov) je místní část města Schirgiswalde-Kirschau v Horní Lužici v německé spolkové zemi Sasko. Nachází se v zemském okrese Budyšín a má přibližně 2 900 obyvatel.

## Historie
První písemná zmínka o sídle zvaném „Scherigiswalde“ pochází z roku 1376. Až do roku 1809 bylo součástí Českého království. Od 1. ledna 2011 se Schirgiswalde sloučilo s obcemi Kirschau a Crostau a společně vytvořily město Schirgiswalde-Kirschau.

## Geografie
Schirgiswalde se nachází přibližně 12 kilometrů jižně od velkého okresního města Budyšín a zároveň 5 kilometrů od česko-německé státní hranice. Nejvyšším bodem je vrch Kälbersteine (487 m). Městem protéká řeka Spréva a prochází železniční trať Oberoderwitz – Wilthen, po které projíždějí osobní vlaky spojující Drážďany a Žitavu.

## Správní členění
Samostatné město Schirgiswalde se do roku 2010 dělilo na 3 místní části:
- Neuschirgiswalde – připojeno 1930
- Schirgiswalde
- Petersbach – připojen 1933

## Pamětihodnosti
- barokní kostel Nanebevzetí Panny Marie z roku 1741
- dřívější rytířský statek